# Billet de 1000 francs congolais
Recto
Verso
Chronologie
Billet de 500FC Billet de 5000FC
Le billet de 1.000 francs congolais (CDF) est l’une des dénominations de la monnaie officielle de la République démocratique du Congo, le franc congolais (CDF). Il est émis par la Banque centrale du Congo (BCC) est l'une des coupures de monnaie émise par la Banque centrale du Congo pour représenter une partie de la monnaie officielle de la République démocratique du Congo (RDC). Il fait partie de la série de billets en circulation qui sont utilisés quotidiennement dans l'économie congolaise pour les transactions courantes. Le franc congolais, introduit pour la première fois en 1997, est divisé en centimes, bien que la dévaluation de la monnaie ait rendu cette subdivision largement inutile dans les échanges quotidiens,,.

## Historique
Le franc congolais a succédé au nouveau zaïre en 1997, lorsque la RDC, après plusieurs décennies de régime zaïrois sous Mobutu Sese Seko, a rétabli le nom de la monnaie à "franc congolais". Le billet de 1000 francs est apparu plus tard, avec des mises à jour régulières visant à renforcer la sécurité et à adapter les coupures aux besoins économiques du pays. Sa circulation s'est élargie en fonction de l'inflation et des besoins de liquidité dans l'économie,.

## Caractéristiques
Le billet de 1000 francs congolais est fabriqué en papier avec des éléments de sécurité qui comprennent des filigranes, des éléments UV, et parfois des incrustations holographiques pour réduire les risques de contrefaçon.

### Recto

Billet de 1000 francs congolais en Recto

Le recto du billet présente souvent des images emblématiques de la culture et de la richesse naturelles de la RDC. On y trouve des représentations de paysages naturels ou des symboles de la faune, comme le célèbre okapi, animal endémique et emblème national. Il peut aussi inclure des figures historiques ou culturelles qui rendent hommage à l'histoire et aux traditions congolaises.

### Verso

Billet de 1000 francs congolais en Verso

Le verso contient des motifs similaires mettant en avant des éléments culturels ou naturels du pays, ainsi que des éléments de sécurité supplémentaires.

## Utilisation et valeur
En termes de valeur, le billet de 1000 francs est aujourd'hui utilisé pour les transactions de petite et moyenne importance en RDC. Dans le contexte de l'inflation persistante, il constitue une coupure intermédiaire, souvent nécessaire dans les transactions quotidiennes, par exemple pour l'achat de produits de base, les frais de transport, et d'autres dépenses courantes. Cependant, la dépréciation du franc congolais a également amené l'émission de coupures de plus grande valeur pour répondre aux besoins de liquidité,.

## Signification culturelle et économique
Le billet de 1000 francs joue un rôle crucial dans l'économie locale en RDC. Il facilite les échanges commerciaux, permet une meilleure circulation des produits et des services, et soutient les économies familiales. Cependant, sa valeur relative est souvent affectée par l'inflation, ce qui peut diminuer le pouvoir d'achat des citoyens congolais.

## Sécurité

### Problèmes de contrefaçon

Billet de 1000 francs congolais en ultraviolets recto.

Billet de 1000 francs congolais en ultraviolets verso.

Comme de nombreux autres billets dans le monde, le billet de 1000 francs congolais est sujet à la contrefaçon. La Banque Centrale du Congo a régulièrement mis à jour les mesures de sécurité pour protéger le billet contre les faussaires. Les récents ajouts de filigranes, d'éléments UV, et d'autres caractéristiques de sécurité visent à maintenir la confiance du public dans la monnaie.